# Eustochio di Tours
Eustochio (in latino Eustochius; ... – 461) fu vescovo di Tours dal 444 al 461. È venerato come santo dalla Chiesa cattolica, che lo commemora il 19 settembre.
Discendente di una famiglia dell'Alvernia, nel 444 succedette nella guida della diocesi a Brizio; nel 453 prese parte al concilio di Angers, dove difese i privilegi della Chiesa intaccati dalle leggi dell'imperatore Valentiniano III.
Morì nel 461; gli succedette Perpetuo, che era forse suo nipote. È sepolto nella basilica di San Martino di Tours. 